# Aristides Pereiras internationella flygplats
Aristides Pereiras internationella flygplats (portugisiska: Aeroporto Internacional Aristides Pereira) (IATA: BVC, ICAO: GVBA) är en internationell flygplats på ön Boa Vista i Kap Verde. Flygplatsen, som är landets tredje största invigdes år 2007 och utökades tre år senare. Den har inrikesflyg till de övriga öarna i Kap Verde, men också charterflyg från Europa. TUIfly Nordic flyger hit från Stockholm under vintersäsongen.
Flygplatsen bör inte förväxlas med  Boa Vistas internationella flygplats i den brasilianska delsstaten Roraima.
Namnet på flygplatsen var ursprungligen Aeroporto Rabil, men 9 november 2011 fick den nytt namn efter Aristides Pereira, Kap Verdes första president.